# Кумисний (Челябінська область)
Кумисний (рос. Кумысный) — селище у Чебаркульському районі Челябінської області Російської Федерації.
Входить до складу муніципального утворення Непряхинське сільське поселення. Населення становить 145 осіб (2010).

## Історія
Від 1935 року належить до Чебаркульського району Челябінської області.
Згідно із законом від 16 листопада 2004 року органом місцевого самоврядування є Непряхинське сільське поселення.

## Населення
| 2002 | 2010 |
| ---- | ---- |
| 99   | ↗145 |